# Robert Meglič
Robert Meglič (né le 4 novembre 1974) est un ancien sauteur à ski slovène.

## Palmarès

### Jeux Olympiques
| Épreuve / Édition | Lillehammer 1994 |
| Petit Tremplin    | 14e              |
| Grand Tremplin    | 9e               |

### Championnats du monde
| Épreuve / Édition | Falun 1993 | Thunder Bay 1995 | Trondheim 1997 |
| Petit Tremplin    | 17e        | 19e              | 32e            |
| Grand Tremplin    |            | 35e              | 27e            |
| Par Equipes       |            |                  | 6e             |

### Championnats du monde de vol à ski
| Épreuve / Édition | Kulm 1996 |
| Individuel        | 18e       |

### Coupe du monde
- Meilleur classement final: 30e en 1995.
- Meilleur résultat: 4e.